# Ріплі (округ, Міссурі)
Шаблон:StateAbbr_ 36°40′ пн. ш. 90°52′ зх. д. / 36.66° пн. ш. 90.87° зх. д.
Округ  Ріплі (англ. Ripley County) — округ (графство) у штаті Міссурі, США. Ідентифікатор округу 29181.

## Історія
Округ утворений 1833 року.

## Демографія
За даними перепису 
2000 року 
загальне населення округу становило 13509 осіб, усе сільське.
Серед мешканців округу чоловіків було 6556, а жінок — 6953. В окрузі було 5416 домогосподарств, 3848 родин, які мешкали в 6392 будинках.
Середній розмір родини становив 2,95.
Віковий розподіл населення поданий у таблиці:
| Стать    | До 15 років | 15-21 | 22-29 | 30-39 | 40-49 | 50-65 | 65-85 | Понад 85 |
| -------- | ----------- | ----- | ----- | ----- | ----- | ----- | ----- | -------- |
| Чоловіки | 1349        | 649   | 581   | 824   | 914   | 1195  | 953   | 91       |
| Жінки    | 1397        | 630   | 574   | 876   | 922   | 1262  | 1100  | 192      |

## Суміжні округи
- Картер — північ
- Батлер — схід
- Клей, Арканзас — південний схід
- Рендолф, Арканзас — південний захід
- Орегон — захід

## Виноски
1. ↑  U.S. Decennial Census. United States Census Bureau. Процитовано 18 листопада 2014.
2. ↑  Historical Census Browser. University of Virginia Library. Архів оригіналу за 11 серпня 2012. Процитовано 18 листопада 2014.
3. ↑  Population of Counties by Decennial Census: 1900 to 1990. United States Census Bureau. Процитовано 18 листопада 2014.
4. ↑  Census 2000 PHC-T-4. Ranking Tables for Counties: 1990 and 2000 (PDF). United States Census Bureau. Процитовано 18 листопада 2014.
5. ↑  State & County QuickFacts. United States Census Bureau. Архів оригіналу за 28 березня 2014. Процитовано 12 вересня 2013.(англ.) Наведено за англійською вікіпедією.
6. ↑  American FactFinder. Бюро перепису населення США. Архів оригіналу за 26 лютого 2012. Процитовано 31 січня 2008.

| США | Це незавершена стаття з географії США. Ви можете допомогти проєкту, виправивши або дописавши її. |